# En mille morceaux
Pour plus de détails, voir Fiche technique et Distribution.
En mille morceaux est un film dramatique français réalisé par Véronique Meriadec, sorti en 2018.

## Synopsis
1977. Eric Gaubert assassine Olivier, l’enfant de Nicole Parmentier. Vingt-cinq ans plus tard, cette mère à la vie brisée donne rendez-vous au meurtrier de son fils qui vient de sortir de prison. Quel est le but de cette rencontre ? Une simple vengeance ou la volonté de comprendre ce qui a poussé cet homme à commettre l’irréparable ?

## Fiche technique
- Titre : En mille morceaux
- Réalisation : Véronique Meriadec
- Scénario : Gérald Massé et Véronique Meriadec
- Photographie : Pierre Baboin
- Montage : Diane Logan et Roxane Foare
- Musique : Elisa Eden
- Décors : Auguste Diaz
- Costumes :
- Producteur : Yannick Bernard
- Production : Acacia Films Productions
- Distribution : Destiny Films
- Pays de production :  France
- Genre : Drame
- Durée : 82 minutes
- Dates de sortie :
  - États-Unis :
    - 14 février 2018 (GMPA)

  - France : 
    - 21 mars 2018 (Valenciennes)
    - 3 octobre 2018 (en salles)

## Distribution
- Clémentine Célarié : Nicole Parmentier
- Serge Riaboukine : Éric Gaubert
- Lily Mériadec : la voisine
- Juan-Carlos Ruiz : Éric Gaubert jeune
- Jean-Baptiste Marchais : Olivier Parmentier

## Tournage
Le film a été tourné à Dreux (Eure-et-Loir).